# Thrypticus subdissectus
Thrypticus subdissectus är en tvåvingeart som beskrevs av Robinson 1975. Thrypticus subdissectus ingår i släktet Thrypticus och familjen styltflugor.
Artens utbredningsområde är Dominica. Inga underarter finns listade i Catalogue of Life.